# Стефан Балшич
Стефан Балшич (на сръбски: Стефан Балшић, на латински: Stephanus de Balsis), известен още и като Стефан ди Марамонте, е средновековен сръбски благородник от рода Балшичи.

## Биография
Стефан Балшич е син на Константин Балшич и Елена Топия. След като баща му е екзекутиран от османците, неговият вуйчо Никита Топия превзема владението им Круя и Елена и Стефан бягат във Венеция, където се установяват при нейната сестра Мария ди Марамонте. Именно от този период Стефан е известен във венецианските документи с фамилията на леля си ди Марамонте.
Известно време Стефан помага на своя роднина княз Балша III да управлява Зета и двамата изпращат дипломатически мисии във Венеция. Поради това венецианците смятат, че Стефан ще наследи тежко болния Балша и бавят преговорите, тъй като се надяват, че ще бъде по-лесно да постигнат благоприятни условия за мир, преговаряйки само със Стефан. На смъртното си легло през 1421 г. обаче Балша III предава управлението на княжеството на чичо си деспот Стефан Лазаревич, който продължава борбата с венецианците.
През 1429 г. Стефан Балшич се опитва да си върне част от семейните имения около Шкодра. В началото на годината той достига източното Адриатическо крайбрежие през Апулия и въстава срещу управлението на деспот Георги Бранкович и венецианците, с подкрепата на някои местни господари (Коджа Закария и Тануш Дукаджин) и военната помощ на султан Мурад II. Неговите сили успяват да овладеят град Дриваст, държан от сръбски военен гарнизон, но с това успехите му приключват.
След това Стефан постъпва на венецианска служба и като командир на наемници воюва в Ломбардия и Фландрия.